# John Pankow
John Pankow (Saint Louis (Missouri), 28 april 1954) is een Amerikaans acteur.

## Biografie
Pankow komt uit een gezin van negen kinderen en groeide op in Park Ridge (Illinois). Hij is een jongere broer van trombonist James, een van de oprichters van de band Chicago. Na de high school studeerde hij aan de Northeastern Illinois University in Chicago, maar hij brak zijn studie al na een jaar af om zich bij een theatergezelschap aan te sluiten. Hierna speelde hij rollen in zowel grote als kleinere producties.
Pankow begon in 1980 met acteren op televisie in de televisieserie Great Performances. Hierna speelde hij rollen in televisieseries en films zoals The Doctors (1981-1982), Rambo: First Blood Part II (1985), To Live and Die in L.A. (1985), The Object of My Affection (1998), Mad About You (1993-1999), Bride Wars (2009) en Episodes (2011). Voor zijn rol in de televisieserie Mad About You werd hij vier keer met de cast genomineerd voor een Screen Actors Guild Award, en wel in 1995, 1996, 1997 en 1998.
Pankow is sinds 1986 getrouwd met actrice Kristine Sutherland, met wie hij een dochter heeft.

## Filmografie

### Films
Uitgezonderd korte films.
- 2020 - Before/During/After - als Jim Lonergan
- 2019 - Married Young - als dr. Levovitz
- 2018 - Unorganized Crime - als Anthony Corso
- 2013 - The Arrangement - als Herman Mackey
- 2013 - Doubt - als Syd Newman
- 2012 - Putzel – als Sid
- 2010 - Morning Glory – als Lenny Bergman
- 2010 - The Extra Man – als George
- 2009 - Bride Wars – als John
- 2002 - Advice and Dissent – als Jeffrey Goldman
- 2001 - Life as a House – als Bryan Burke
- 1998 - The Object of My Affection – als Vince McBride
- 1992 - A Stranger Among Us – als Levine
- 1991 - Year of the Gun – als Italo Bianchi
- 1991 - Mortal Thoughts – als Arthur Kellogg
- 1988 - Talk Radio – als Dietz
- 1988 - Monkey Shines – als Geoffrey Fisher
- 1988 - Johnny Be Good – als Lou Sanders
- 1987 - *batteries not included – als Kovacs
- 1987 - The Secret of My Succe$s – als Fred Melrose
- 1985 - To Live and Die in L.A. – als John Vukovich
- 1985 - Rambo: First Blood Part II – als POW
- 1985 - First Steps – als Fred
- 1983 - The Hunger – als jongen in telefooncel
- 1981 - The Chosen – als treiteraar

### Televisieseries
Uitgezonderd eenmalige gastrollen.
- 2015 - 2021 Lucifer - als Jimmy Barnes - 3 afl.
- 2019 Mad About You - als Ira Buchman - 12 afl.
- 2014 - 2019 Madam Secretary - als Glenn - 4 afl.
- 2017 - 2018 Chicago P.D. - als Tommy Wells - 2 afl.
- 2003 - 2017 Episodes - als Merc Lapidus - 40 afl.
- 2006 - The Book of Daniel – als Charlie Conlin – 3 afl.
- 2002 - Ally McBeal – als Barry Dekumbis – 2 afl.
- 1993-1999 - Mad About You – als Ira Buchman – 143 afl.
- 1990-1991 - The Days and Nights of Molly Dodd – als Ron Luchesse – 8 afl.

## Theaterwerk opBroadway
- 2019 - Kiss Me, Kate - als eerste man
- 2007-2008 - Cymbeline – als Pisanio
- 2004-2005 - Twelve Angry Men – als jurylid
- 1988 - Serious Money – als Zackerman
- 1985 - The Iceman Cometh – als Rocky Pioggi
- 1980-1983 - Amadeus – als Wolfgang Amadeus Mozart

- Bibliothèque nationale de France: cb14213622z (data)
- Gemeinsame Normdatei: 1204460612
- International Standard Name Identifier: 0000 0003 6189 5154
- Library of Congress Control Number: n2006054091
- Nationale Bibliotheek van Israël: 987007389418605171
- Système universitaire de documentation: 112848958
- Virtual International Authority File: 221795937
- WorldCat: E39PBJyCJBX6xyTkjHcdMXf6rq

1. ↑  (en) Bron nominatie Awards. Gearchiveerd op 9 juli 2023.